# Promozione Lombardia 1973-1974
Nella stagione 1973-1974 la Promozione era il quinto livello del calcio italiano (il massimo livello regionale). Qui vi sono le statistiche relative al campionato in Lombardia.
Il campionato è strutturato in vari gironi all'italiana su base regionale, gestiti dai Comitati Regionali di competenza. Promozioni alla categoria superiore e retrocessioni in quella inferiore non erano sempre omogenee; erano quantificate all'inizio del campionato dal Comitato Regionale secondo le direttive stabilite dalla Lega Nazionale Dilettanti, ma flessibili, in relazione al numero delle società retrocesse dalla Serie D e perciò, a seconda delle varie situazioni regionali, la fine del campionato poteva avere degli spareggi sia di promozione che di retrocessione.
- S.S. LEONCELLI di Vescovato (CR) (13.a classificata del girone B di Promozione);
- A.C. SEBINIA di Lovere (BG) (2.a classificata del girone B di 1.a Categoria);
- U.S. CONCORDIA di Vigevano (PV) (2.a classificata del girone E di 1.a Categoria);
- A.S. COLOGNO MONZESE di Cologno Monzese (dopo spareggio 2.a classificata del girone I di 1.a Categoria);

Gli organici furono compilati tenendo conto della seguente squadra retrocessa dalla Serie D:
- U.S. CISANESE di Cisano Bergamasco (BG), 16ª classificata nel girone B della Serie D.

e delle seguenti squadre promosse dal campionato di 1.a Categoria:
- Girone A: U.S. VILLANOVESE;
- Girone B: POL. ALBINESE;
- Girone C: S.S. PRO LISSONE;
- Girone D: A.S. VIGGIU' RIFIORENTE;
- Girone E: G.S. SANNAZZARESE;
- Girone F: A.S. PIZZIGHETTONE;
- Girone G: G.S. CASTANESE;
- Girone H: F.C. CASSANO 1966;
- Girone I: A.C. LIMBIATE.

Regolamento campionato:
- Le squadre (48) furono suddivise in 3 gironi di 16 squadre.
- La vincente di ogni girone è ammessa agli spareggi: le prime 2 sono promosse in Serie D.
- Le ultime 4 di ogni girone retrocedono in 1.a Categoria Regionale.

## Girone A

### Squadre partecipanti
| Club                    | Città                |
| ----------------------- | -------------------- |
| A.C. Arcore PEG         | Arcore (MI)          |
| A.C. Ardita Como        | Como (CO)            |
| U.S. Aurora Brollo 1922 | Desio (MI)           |
| U.S. Besozzo            | Besozzo (VA)         |
| A.C. Biassono           | Biassono (MI)        |
| U.S. Caratese           | Carate Brianza (MI)  |
| U.S. Casatese           | Casatenovo (CO)      |
| A.S. Cologno Monzese    | Cologno Monzese (MI) |
| S.G. Gallaratese        | Gallarate (VA)       |
| A.C. Limbiate           | Limbiate (MI)        |
| U.S. Morbegnese         | Morbegno (SO)        |
| U.S. Mozzatese          | Mozzate (CO)         |
| S.S. Pro Lissone        | Lissone (MI)         |
| S.C. Rovellasca 1910    | Rovellasca (CO)      |
| F.B.C. Saronno          | Saronno (VA)         |
| A.S. Viggiù Rifiorente  | Viggiù (VA)          |

### Classifica finale
|  | Pos. | Squadra            | Pt  | G   | V   | N   | P   | GF  | GS  | DR  |
|  | ---- | ------------------ | --- | --- | --- | --- | --- | --- | --- | --- |
|  | 1.   | Biassono           | 40  | 30  | 13  | 14  | 3   | 40  | 27  | +13 |
|  | 2.   | Besozzo            | 37  | 30  | 15  | 7   | 8   | 40  | 25  | +15 |
|  | 2.   | Pro Lissone        | 37  | 30  | 12  | 13  | 5   | 30  | 16  | +14 |
|  | 4.   | Gallaratese        | 35  | 30  | 11  | 13  | 6   | 44  | 31  | +13 |
|  | 5.   | Viggiù Rifiorente  | 34  | 30  | 11  | 12  | 7   | 40  | 36  | +4  |
|  | 6.   | Aurora Brollo 1922 | 32  | 30  | 10  | 12  | 8   | 39  | 35  | +4  |
|  | 7.   | Casatese           | 31  | 30  | 9   | 13  | 8   | 33  | 28  | +5  |
|  | 8.   | Saronno            | 30  | 30  | 8   | 14  | 8   | 35  | 32  | +3  |
|  | 8.   | Morbegnese         | 30  | 30  | 10  | 10  | 10  | 35  | 33  | +2  |
|  | 8.   | Limbiate           | 30  | 30  | 8   | 14  | 8   | 22  | 28  | -6  |
|  | 11.  | Rovellasca 1910    | 29  | 30  | 8   | 13  | 9   | 34  | 34  | 0   |
|  | 12.  | Caratese           | 28  | 30  | 9   | 10  | 11  | 24  | 26  | -2  |
|  | 13.  | Cologno Monzese    | 28  | 30  | 8   | 12  | 10  | 30  | 37  | -7  |
|  | 14.  | Ardita Como        | 22  | 30  | 9   | 4   | 17  | 25  | 39  | -14 |
|  | 15.  | Arcore             | 21  | 30  | 5   | 11  | 14  | 23  | 35  | -12 |
|  | 16.  | Mozzatese          | 16  | 30  | 4   | 8   | 18  | 18  | 50  | -32 |
|  |      |                    | 480 | 480 | 150 | 180 | 150 | 512 | 512 | 0   |

Legenda:
      Ammesso agli spareggi per la promozione in Serie D.
      Retrocesso in Prima Categoria 1974-1975.
Regolamento:
Due punti a vittoria, uno a pareggio, zero a sconfitta.
A pari punti era in vigore il pari merito.
Differenza reti generale per stabilire le retrocessioni in caso di pari punti.

## Girone B

### Squadre partecipanti
| Club                  | Città                           |
| --------------------- | ------------------------------- |
| Pol. Albinese         | Albino (BG)                     |
| F.C. Cassano 1966     | Cassano d'Adda (MI)             |
| A.C. Castiglione      | Castiglione delle Stiviere (MN) |
| U.S. Cisanese         | Cisano Bergamasco (BG)          |
| U.S. Darfo Boario     | Darfo Boario Terme (BS)         |
| U.S. Desenzano        | Desenzano (BS)                  |
| G.S. Falck Vobarno    | Vobarno (BS)                    |
| S.S. Fulgor Canonica  | Canonica d’Adda (BG)            |
| A.S.C. Leffe          | Leffe (BG)                      |
| A.C. Lumezzane        | Lumezzane (BS)                  |
| U.S. Melegnanese      | Melegnano (MI)                  |
| A.S.C. Nave           | Nave (Italia) (BS)              |
| U.S. Ponte San Pietro | Ponte San Pietro (BG)           |
| A.C. Sebinia          | Lovere (BS)                     |
| U.S. Stezzanese       | Stezzano (BG)                   |
| U.S. Villanovese      | Villanuova sul Clisi (BS)       |

### Classifica finale
|  | Pos. | Squadra          | Pt  | G   | V   | N   | P   | GF  | GS  | DR  |
|  | ---- | ---------------- | --- | --- | --- | --- | --- | --- | --- | --- |
|  | 1.   | Albinese         | 41  | 30  | 15  | 11  | 4   | 42  | 24  | +18 |
|  | 2.   | Sebinia          | 38  | 30  | 13  | 12  | 5   | 44  | 31  | +13 |
|  | 2.   | Cisanese         | 38  | 30  | 12  | 14  | 4   | 33  | 22  | +11 |
|  | 4.   | Lumezzane        | 37  | 30  | 14  | 9   | 7   | 36  | 23  | +13 |
|  | 5.   | Cassano 1966     | 35  | 30  | 11  | 13  | 6   | 33  | 21  | +12 |
|  | 6.   | Falck Vobarno    | 33  | 30  | 11  | 11  | 8   | 33  | 26  | +7  |
|  | 7.   | Stezzanese       | 31  | 30  | 9   | 13  | 8   | 24  | 30  | -6  |
|  | 8.   | Ponte San Pietro | 30  | 30  | 9   | 12  | 9   | 22  | 25  | -3  |
|  | 9.   | Darfo Boario     | 28  | 30  | 11  | 6   | 13  | 29  | 32  | -3  |
|  | 10.  | Melegnanese      | 27  | 30  | 10  | 7   | 13  | 38  | 41  | -3  |
|  | 11.  | Nave             | 26  | 30  | 7   | 12  | 11  | 29  | 32  | -3  |
|  | 11.  | Villanovese      | 26  | 30  | 9   | 8   | 13  | 33  | 43  | -10 |
|  | 13.  | Desenzano        | 23  | 30  | 9   | 5   | 16  | 26  | 31  | -5  |
|  | 13.  | Fulgor Canonica  | 23  | 30  | 6   | 11  | 13  | 41  | 50  | -9  |
|  | 15.  | Castiglione      | 22  | 30  | 6   | 10  | 14  | 20  | 36  | -16 |
|  | 15.  | Leffe            | 22  | 30  | 7   | 8   | 15  | 30  | 46  | -16 |
|  |      |                  | 480 | 480 | 159 | 162 | 159 | 513 | 513 | 0   |

Legenda:
      Ammesso agli spareggi per la promozione in Serie D.
      Retrocesso in Prima Categoria 1974-1975.
Regolamento:
Due punti a vittoria, uno a pareggio, zero a sconfitta.
A pari punti era in vigore il pari merito.
Differenza reti generale per stabilire le retrocessioni in caso di pari punti.

## Girone C

### Squadre partecipanti
| Club                | Città                         |
| ------------------- | ----------------------------- |
| G.S. Castanese      | Castano Primo (Mi)            |
| F.C. Casteggio 1898 | Casteggio (PV)                |
| A.C. Castellana     | Castel San Giovanni (PC)      |
| A.C. Castelleonese  | Castelleone (CR)              |
| A.C. Castelnuovese  | Castelnuovo Bocca d'Adda (Mi) |
| U.S. Concordia      | Vigevano (PV)                 |
| U.S. Fiorenzuola    | Fiorenzuola d'Arda (PC)       |
| S.C. Lainatese      | Lainate (MI)                  |
| S.S. Leoncelli      | Vescovato (Italia) (CR)       |
| Pol. Medese         | Mede (PV)                     |
| A.S. Pizzighettone  | Pizzighettone (CR)            |
| U.S. Pontolliese    | Ponte dell'Olio (PC)          |
| A.C. Rhodense       | Rho (MI)                      |
| A.S. Robbio         | Robbio (PV)                   |
| G.S. Sannazzarese   | Sannazzaro de' Burgondi (PV)  |
| A.C. Vogherese      | Voghera (PV)                  |

### Classifica finale
|  | Pos. | Squadra        | Pt  | G   | V   | N   | P   | GF  | GS  | DR  |
|  | ---- | -------------- | --- | --- | --- | --- | --- | --- | --- | --- |
|  | 1.   | Rhodense       | 40  | 30  | 16  | 8   | 6   | 46  | 26  | +20 |
|  | 2.   | Casteggio 1898 | 40  | 30  | 14  | 12  | 4   | 39  | 17  | +22 |
|  | 3.   | Castellana     | 38  | 30  | 13  | 12  | 5   | 35  | 20  | +15 |
|  | 3.   | Concordia      | 38  | 30  | 13  | 12  | 5   | 25  | 16  | +9  |
|  | 5.   | Pontolliese    | 35  | 30  | 12  | 11  | 7   | 31  | 24  | +7  |
|  | 6.   | Medese         | 33  | 30  | 9   | 15  | 6   | 40  | 33  | +7  |
|  | 7.   | Leoncelli      | 31  | 30  | 11  | 9   | 10  | 30  | 32  | -2  |
|  | 7.   | Castelleone    | 31  | 30  | 9   | 13  | 8   | 24  | 35  | -11 |
|  | 9.   | Sannazzarese   | 28  | 30  | 10  | 8   | 12  | 35  | 37  | -2  |
|  | 10.  | Castelnuovese  | 27  | 30  | 10  | 7   | 13  | 34  | 31  | +3  |
|  | 10.  | Pizzighettone  | 27  | 30  | 6   | 15  | 9   | 23  | 32  | -9  |
|  | 12.  | Fiorenzuola    | 26  | 30  | 9   | 8   | 13  | 23  | 32  | -9  |
|  | 13.  | Robbio         | 24  | 30  | 7   | 10  | 13  | 29  | 32  | -3  |
|  | 14.  | Vogherese      | 24  | 30  | 7   | 10  | 13  | 28  | 43  | -15 |
|  | 15.  | Lainatese      | 22  | 30  | 8   | 6   | 16  | 38  | 52  | -14 |
|  | 16.  | Castanese      | 16  | 30  | 5   | 6   | 19  | 28  | 46  | -18 |
|  |      |                | 480 | 480 | 159 | 162 | 159 | 508 | 508 | 0   |

Legenda:
      Ammesso agli spareggi per la promozione in Serie D.
      Retrocesso in Prima Categoria 1974-1975.
  Retrocesso e in seguito riammesso.
Regolamento:
Due punti a vittoria, uno a pareggio, zero a sconfitta.
A pari punti era in vigore il pari merito.
Differenza reti generale per stabilire le retrocessioni in caso di pari punti.

### Spareggio per il primo posto in classifica e accesso alle finali
|          | Risultato    |           | Luogo e data             |
| -------- | ------------ | --------- | ------------------------ |
| Rhodense | 5-4 (d.c.r.) | Casteggio | Piacenza, 30 maggio 1974 |
|          |              |           |                          |

## Spareggi promozione
Ogni squadra ha giocato una volta sul proprio campo:
|          | Risultati |          | Luogo e data             |
| -------- | --------- | -------- | ------------------------ |
| Albinese | 1 - 1     | Biassono | Albino, 30 maggio 1974   |
|          |           |          |                          |
| Biassono | 1 - 0     | Rhodense | Biassono, 13 giugno 1974 |
|          |           |          |                          |
| Rhodense | 2 - 1     | Albinese | Rho, 30 giugno 1974      |
|          |           |          |                          |

### Classifica finale
|  | Pos. | Squadra  | Pt | G | V | N | P | GF | GS | DR |
|  | ---- | -------- | -- | - | - | - | - | -- | -- | -- |
|  | 1.   | Biassono | 3  | 2 | 1 | 1 | 0 | 2  | 1  | +1 |
|  | 2.   | Rhodense | 2  | 2 | 1 | 0 | 1 | 2  | 2  | 0  |
|  | 3.   | Albinese | 1  | 2 | 0 | 1 | 1 | 2  | 3  | -1 |

Legenda:
      Promosso in Serie D.
Regolamento:
Due punti a vittoria, uno a pareggio, zero a sconfitta.
A pari punti era in vigore il pari merito.
Differenza reti generale per stabilire le retrocessioni in caso di pari punti.